# Paroecanthus
Paroecanthus is een geslacht van rechtvleugeligen uit de familie krekels (Gryllidae). De wetenschappelijke naam van dit geslacht is voor het eerst geldig gepubliceerd in 1859 door Saussure.

## Soorten
Het geslacht Paroecanthus omvat de volgende soorten:
- Paroecanthus affinis Walker, 1869
- Paroecanthus annulatus Scudder, 1869
- Paroecanthus aztecus Saussure, 1874
- Paroecanthus cineracens Walker, 1869
- Paroecanthus desumptus Otte, 2006
- Paroecanthus eudoxos Otte, 2006
- Paroecanthus exaetos Otte, 2006
- Paroecanthus fallax Saussure, 1874
- Paroecanthus hwinanus Otte & Perez-Gelabert, 2009
- Paroecanthus jalisco Gorochov, 2011
- Paroecanthus lituratus Walker, 1871
- Paroecanthus mexicanus Saussure, 1859
- Paroecanthus minor Gorochov, 2011
- Paroecanthus oaxaca Gorochov, 2011
- Paroecanthus optivus Otte, 2006
- Paroecanthus otaros Otte & Perez-Gelabert, 2009
- Paroecanthus pipizon Otte, 2006
- Paroecanthus scinax Otte & Perez-Gelabert, 2009
- Paroecanthus selva Gorochov, 2011
- Paroecanthus signatus Walker, 1869
- Paroecanthus simplex Gorochov, 2011
- Paroecanthus sporadicos Otte & Perez-Gelabert, 2009
- Paroecanthus strongylops Otte & Perez-Gelabert, 2009
- Paroecanthus valens Otte & Perez-Gelabert, 2009
- Paroecanthus varius Gorochov, 2011